# Морски народи
„Морски народи“ е общо име на разнородни племена, мигриращи в Източното Средиземноморие в края на Бронзовата епоха и особено през XIII в. пр.н.е. Според друго определение това са група средиземноморски народи, придвижващи се през XIII век пр.н.е. към границите на Древен Египет и Хетското царство. Основните писмени извори за тях не са безпристрастни: това са египетски текстове и илюстрации или хетски източници; има и археологически данни.
Всъщност, и до ден днешен не знаем точно кои са те. Знаем само, че са дошли от морето с лодки, атакували са Египет и другите западни цивилизации и си тръгнали. Унищожили почти всичко. Всички цивилизации паднали, освен Египет, който обаче, бил тежко ранен и много трудно можело да възвърне предишната си сила. 
Самият термин „морски народи“ е свързан с интерпретацията на египетски текстове от времената на Мернептах и Рамзес III от френски египтолози (първи това прави френският учен Еманюел де Руж, а Гастон Масперо въвежда термина „миграция“). Те забелязват сходството на външния облик на нападателите в баталните сцени с други картини, в които имената на народите са известни. Въпреки това през 1990-те възникват съмнения в тази теза и към днешно време въпросът остава спорен.
Под ударите на морските народи рухва Хетското царство, а Египет се прибира в областта на делтата на Нил и изоставя владенията си в Азия. Техните нападения осезателно накърняват търговията и принуждават отделните ахейски племена да се ограничат в границите на собствените си земи.